# Sternaspis fossor
Sternaspis fossor is een borstelworm uit de familie Sternaspidae. Het lichaam van de worm bestaat uit een kop, een cilindrisch, gesegmenteerd lichaam en een staartstukje. De kop bestaat uit een prostomium (gedeelte voor de mondopening) en een peristomium (gedeelte rond de mond) en draagt gepaarde aanhangsels (palpen, antennen en cirri).
Sternaspis fossor werd in 1854 voor het eerst wetenschappelijk beschreven door Stimpson.